# Leonteq
Leonteq AG è una società svizzera fondata nel 2007 e con sede a Zurigo.

## Storia
È specializzata in prodotti finanziari strutturati e in prodotti assicurativi nel settore della finanza e della tecnologia. È emittente di propri prodotti, nonché partner di altre società finanziarie. Leonteq, che ha filiali in 10 paesi e serve più di 50 mercati, è quotata alla SIX Swiss Exchange e fa parte dell'indice SPI. L'azienda è inoltre membro dell'Associazione svizzera dei prodotti strutturati (SVSP).